# Barruera
Barruera är en ort i Spanien.   Den ligger i provinsen Província de Lleida och regionen Katalonien, i den nordöstra delen av landet, 400 km nordost om huvudstaden Madrid. Barruera ligger 1 113 meter över havet och antalet invånare är 707.
Terrängen runt Barruera är bergig åt nordost, men åt sydväst är den kuperad. Barruera ligger nere i en dal. Runt Barruera är det glesbefolkat, med 8 invånare per kvadratkilometer. Barruera är det största samhället i trakten. Trakten runt Barruera består i huvudsak av gräsmarker.